# Mikami Yosuke
Mikami Yōsuke (三上 陽輔 (Tam-Thượng Dương-Phụ) Mikami Yōsuke, sinh ngày 5 tháng 5 năm 1992 ở Sapporo, Hokkaidō) là một cầu thủ bóng đá người Nhật Bản thi đấu cho Nagano Parceiro.

## Thống kê sự nghiệp câu lạc bộ
Cập nhật đến ngày 23 tháng 2 năm 2017.
| Thành tích câu lạc bộ | Thành tích câu lạc bộ | Thành tích câu lạc bộ | Giải vô địch | Giải vô địch | Cúp                   | Cúp                   | Cúp Liên đoàn | Cúp Liên đoàn | Tổng cộng | Tổng cộng |
| Mùa giải              | Câu lạc bộ            | Giải vô địch          | Số trận      | Bàn thắng    | Số trận               | Bàn thắng             | Số trận       | Bàn thắng     | Số trận   | Bàn thắng |
| Nhật Bản              | Nhật Bản              | Nhật Bản              | Giải vô địch | Giải vô địch | Cúp Hoàng đế Nhật Bản | Cúp Hoàng đế Nhật Bản | J. League Cup | J. League Cup | Tổng cộng | Tổng cộng |
| --------------------- | --------------------- | --------------------- | ------------ | ------------ | --------------------- | --------------------- | ------------- | ------------- | --------- | --------- |
| 2010                  | Consadole Sapporo     | J2 League             | 10           | 3            | 1                     | 0                     | -             | -             | 14        | 1         |
| 2011                  | Consadole Sapporo     | J2 League             | 22           | 2            | 1                     | 0                     | -             | -             | 23        | 2         |
| 2012                  | Consadole Sapporo     | J1 League             | 2            | 0            | 0                     | 0                     | 4             | 0             | 6         | 0         |
| 2013                  | Consadole Sapporo     | J2 League             | 13           | 4            | 1                     | 0                     | –             | –             | 14        | 4         |
| 2014                  | Kataller Toyama       | J2 League             | 17           | 0            | 0                     | 0                     | –             | –             | 17        | 0         |
| 2015                  | Kataller Toyama       | J3 League             | 27           | 2            | –                     | –                     | –             | –             | 27        | 2         |
| 2016                  | Kataller Toyama       | J3 League             | 27           | 6            | 2                     | 0                     | –             | –             | 29        | 6         |
| Tổng                  | Tổng                  | Tổng                  | 118          | 17           | 5                     | 0                     | 4             | 0             | 127       | 17        |